# Atobá-de-abbott
Papasula abbotti, conhecido vulgarmente como alcatraz-do-índico ou alcatraz-de-abbott é uma ave da família Sulidae com 79 centímetros.

## Descrição
O alcatraz-do-índico é uma ave de corpo esbelta de coloração preto e branco. A cabeça, pescoço e partes inferiores são de coloração branca enquanto que nas asas tem manchas pretas na parte superior e nas bordas das asas a coloração branca. Na parte inferior das costas é branca, na zona da alcatra e da cauda é manchado de preto. Enquanto jovens as asas e a cauda são de cor castanha. No sexo masculino, o bico é caracterizado por uma vívida cor azul-cinza com ponta preta e no sexo feminino o bico é de cor rosa com ponta preta. Ambos os sexos têm as pernas e patas de cor cinzento-escuro.

## Criação
Os alcatraz-do-índico ficam juntos aos pares por duas temporadas consecutivas no seu ninho colonial entre Abril e Outubro. É colocado um único ovo no ninho que é construído com galhos folhosos, e ambos os pais encubam o ovo entre eles durante 56 dias, muito mais tempo entre os membros desta família de aves. A reprodução começa por volta dos 8 anos e a expectativa de vida é de cerca de 40 anos. A média de sucesso na reprodução é de 30 por cento e cada par reproduz uma cria a cada nove anos.

## Estado
Esta ave está em perigo devido à mineração de fosfato que causou a destruição de cerca de um terço do habitat natural. Pode ser avistada no Oceano Índico apesar da criação ser feita na Ilha do Natal. As longas ausências da ilha poderão ser devido ao forrageamento que ocorrem fora de Java e a noroeste da Austrália.

## Alimentação
O alcatraz-do-índico alimenta-se de lulas e peixes mergulhando na água. Os adultos retornam ao ninho no final da tarde e no final da noite para alimentar os seus filhos. Esta ave depende muito das ressurgências frias vindas da Ilha do Natal onde há maior abundância de alimento.

## Habitat
O habitat natural do alcatraz-do-índico é em florestas no planalto em terras altas da Ilha do Natal. O forrageamento ocorre no Oceano índico. Os ninhos são feitos em árvores altas, principalmente em que o vento seja predominante a noroeste. As árvores têm um baldaquino aberto para apoiar os jovens filhotes.